# سكوت جاكسون
سكوت جاكسون هو لاعب هوكي الجليد كندي، ولد في 5 فبراير 1987 في سالمون آرم في كندا.

## وصلات خارجية
- سكوت جاكسون على موقع دوري الهوكي الوطني (الإنجليزية)
- سكوت جاكسون على موقع EliteProspects.com (الإنجليزية)
- سكوت جاكسون على موقع HockeyDB.com (الإنجليزية)
- سكوت جاكسون على موقع Hockey-Reference.com (الإنجليزية)